# カリン・ポペスク・タリチェアヌ
カリン・ポペスク・タリチェアヌ（Călin Popescu-Tăriceanu、1952年1月14日 - ）は、ルーマニアの政治家。下院議員。国民自由党党首。
産業・通商大臣、首相を歴任。

## 略歴
- 2004年12月 首相に任命される。
- 2008年12月 首相を退任。